# Падение Гипериона
Падение Гипериона (англ. The Fall of Hyperion) — научно-фантастический роман американского писателя Дэна Симмонса, вышедший в 1990 году. Вторая книга тетралогии «Песни Гипериона», продолжение романа «Гиперион». Действие романа происходит во Вселенной Гипериона.

## Сюжет
Действие романа развивается сразу после окончания первой книги.
На Гиперионе устанавливают нуль-Т канал и в систему прибывает эскадра военных кораблей Гегемонии. Война с Бродягами вот-вот начнется.
Секретарь Сената и председатель правительства Мейна Гладстон догадывается о паразитической роли Техно-Центра в жизни человечества и надеется использовать войну против вышедших из-под контроля ИскИнов.
Повествование ведется, главным образом, от лица независимого наблюдателя — второго кибрида Джона Китса — Джозефа Северна. По неизвестным ему причинам, он может во сне видеть, что происходит с паломниками, отправленными на Гиперион для встречи со Шрайком. Также Джозеф в роли «придворного» художника следует за Мейной Гладстон, и, таким образом, находится в курсе военных и политических шагов Гегемонии. И, в-третьих, как ИскИн он напрямую связан с Техно-Центром. В итоге Северн видит настоящую расстановку сил трёх сторон: Человечества, Техно-Центра и Бродяг.

## Основные персонажи
Мейна Гладстон — Секретарь Сената и глава Правительства Гегемонии Человека. Сравнивалась со многими политическими деятелями прошлого. В молодости входила в состав «Группы» — тайной оппозиции Техно-Центру, которую основал сенатор Байрон Брон, отец Ламии. К началу романа догадалась о влиянии Техно-Центра на человечество. С помощью генерала Артура Морпурго подготовила внезапное уничтожение сфер сингулярности и изоляцию Техно-Центра, уничтожавшего планеты Сети под видом роев Бродяг. Привела к Падению Гегемонии уничтожив Нуль-Т Порталы Техно-Центра. Погибла во время наступившего хаоса после падения Гегемонии.
Генерал Артур Морпурго — генерал ВКС Гегемонии. Герой второй Хайтовской войны. Представляет собой типичный, даже во многом карикатурный тип военного. По его приказу были развернуты остатки ВКС Гегемонии для уничтожения сфер сингулярности. Погиб во время этой операции, не желая видеть последствия своего приказа, который привел к хаосу.
Контр-адмирал Уильям Ли — протеже Гладстон, бывший капитан 3 ранга, повышенный Гладстон. Прославился во время Островной войны на Мауи, командуя морским военным судном. Считался самым способным военным. Предложил наступательную стратегию против армии вторжения. Погиб вместе со своей эскадрой, пытаясь пробиться к центру «роя», успев передать Гладстон секретную мультиграмму, которая пролила свет на истинную природу роев.
Адмирал Кушуонт Сингх — один из высших командиров ВКС Гегемонии, в молодости входил вместе с Гладстон и Морпурго в Группу сенатора Брона. По собственному утверждению служит только Гегемонии. Не поверил сообщению о том, что под видом роев Бродяг скрывался флот Техно-центра. Убит Артуром Морпурго при попытке застрелить Мейну Гладстон. 
Сенатор от Лузуса Габриель-Феодор Колчев — могущественный политический деятель, которого оппозиционеры прочили в преемники Гладстон. Супруг сенатора Сюдетты Шер — ярого оппозиционера Гладстон. Сам, однако, не разделял оппозиционных настроений. Занял пост секретаря Сената и главы Правительства после падения Гегемонии, что позволило Гладстон сказать «Секретарь Колчев правит империей, которой нет».
Полковник ВКС Герасимов — командующий наземной обороной стратегических объектов Гипериона. Погиб в сражении с десантом Бродяг.
ИскИн Уммон — элемент Техно-Центра, представляющий партию Ортодоксов. Раскрыл секрет Нуль-Т Порталов. Организовал утечку информации о планах Техно-Центра, передав её Северну. Инициировал гражданскую войну в Центре. Скорее всего, был уничтожен.
Советник Альбедо — ИскИн Техно-Центра, посол Техно-Центра в Гегемонии, представляющий все правящие элементы Центра.
Генерал ван Зейдт — командующий морскими пехотинцами — элитным подразделением ВКС. Погиб во время атаки Техно-Центра.

## Награды
- 1991 — Премия Локус[2]
- 1992 — British Science Fiction Award[3]

## Экранизации
На 2013 год был запланирован выход фильма «Песни Гипериона» («Hyperion Cantos») студии Warner Bros. Pictures по мотивам первых двух книг. На данный момент фильм находится в стадии производства. Режиссёром фильма стал Скотт Дерриксон, снявший «День, когда Земля остановилась».